# اعتذار

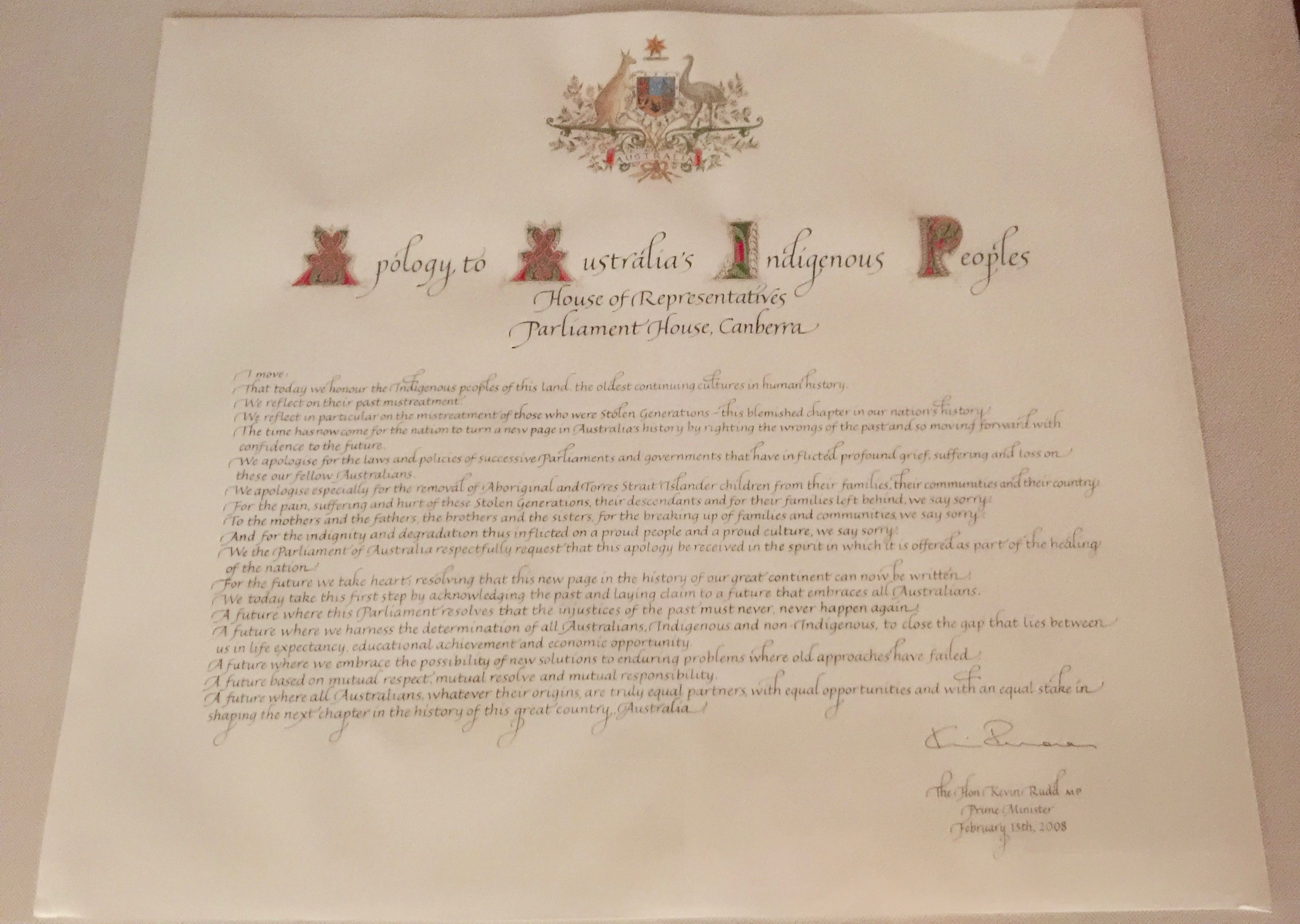
اعتذار رسمي مكتوب، أرسل من إحدى الحكومات إلى مجموعة من الأشخاص الذين ألحقت بهم هذه الحكومة ضررًا

الاعتذار هو تعبير عن الندم أو الأسف عن الأفعال أو الكلمات التي قد تكون ألحقت أذى أو إساءة للآخرين. يتضمن الاعتذار الاعتراف بالخطأ والتعبير عن النية في تصحيحه وتجنب تكراره في المستقبل. في المواقف غير الرسمية، يمكن أن يطلق عليه قول آسف. عموما الهدف من الاعتذار هو طلب المسامحة والمصالحة واستعادة العلاقة بين الأشخاص المشاركين في النزاع.
الاعتذار بطبيعته يجب أن يتضمن شخصين على الأقل أساء أحدهما إلى الآخر.
وفقا لنظرية الإسناد، فإن تقديم الاعتذار في أقرب وقت ممكن يؤدي إلى تقليل الصراع أثناء المناقشة وزيادة رضا التواصل. وتؤثر طريقة تقديم الاعتذار على النتيجة وعلى عملية المصالحة. على سبيل المثال، بوجه عام فإن تضمين المشاعر الحقيقية في الاعتذار يساعد في حل النزاعات بسرعة أكبر ويساعد على التخلص من المشاعر السلبية في أسرع وقت ممكن. عند الاستجابة لأزمة ما، هناك آثار متعددة ومعايير أخلاقية قد تتبعها المنظمات والمجموعات.

## أنواع
- اعتذار غير اعتذاري: تعبير يبدو وكأنه اعتذار ولكنه لا يعبر عن الندم.
- الاعتذار غير الصادق: تصريح يعبر عن الندم الذي لا يشعر به. [2] قد يكون هذا اعتذارًا شكليًا، مثل رسالة روتينية من شركة كبيرة تعرب عن الأسف لأن طلبًا صغيرًا لم يكن مرضيًا في بعض النواحي. في مثل هذه الحالة، قد لا يتوقع المتلقي أن يكون لدى أي موظف أي مشاعر معينة. عموما يتفق العلماء على أن الإخلاص عادة ما يكون سمة مرغوبة في الاعتذار، لكنهم يختلفون حول ما إذا كان الإخلاص شرطًا ضروريًا للاعتذار الحقيقي في مثل هذه الحالات. [2]

## وصلات خارجية
- الاعتذار من شيم الكبار
- الاعتذار من شيم الرجال
- الاعتذار قيمة إنسانية وسلوك حضاري